# NGC 7444
NGC 7444 ist eine linsenförmige Galaxie vom Hubble-Typ SB0 im Sternbild Aquarius auf der Ekliptik. Sie ist schätzungsweise 145 Millionen Lichtjahre von der Milchstraße entfernt und hat einen Durchmesser von etwa 70.000 Lj.
Wahrscheinlich bildet sie mit NGC 7443 ein gravitativ gebundenes Galaxienpaar.
Das Objekt wurde am 3. Oktober 1785 von Wilhelm Herschel entdeckt.